# زن سفیدپوش (تئاتر موزیکال)
زن سفیدپوش (انگلیسی: The Woman in White) یک تئاتر موزیکال از اندرو لوید وبر و دیوید زیپل با کتابی از شارلوت جونز، بر اساس رمان سال ۱۸۶۰ زن سفیدپوش نوشته ویلکی کالینز، همچنین با عناصری از مرد سیگنالی اثر چارلز دیکنز (۱۸۶۶) است.